# Dacia Dokker
Dacia Dokker – samochód osobowo-dostawczy klasy kompaktowej produkowany pod rumuńską marką Dacia w latach 2012–2021.

## Historia i opis modelu

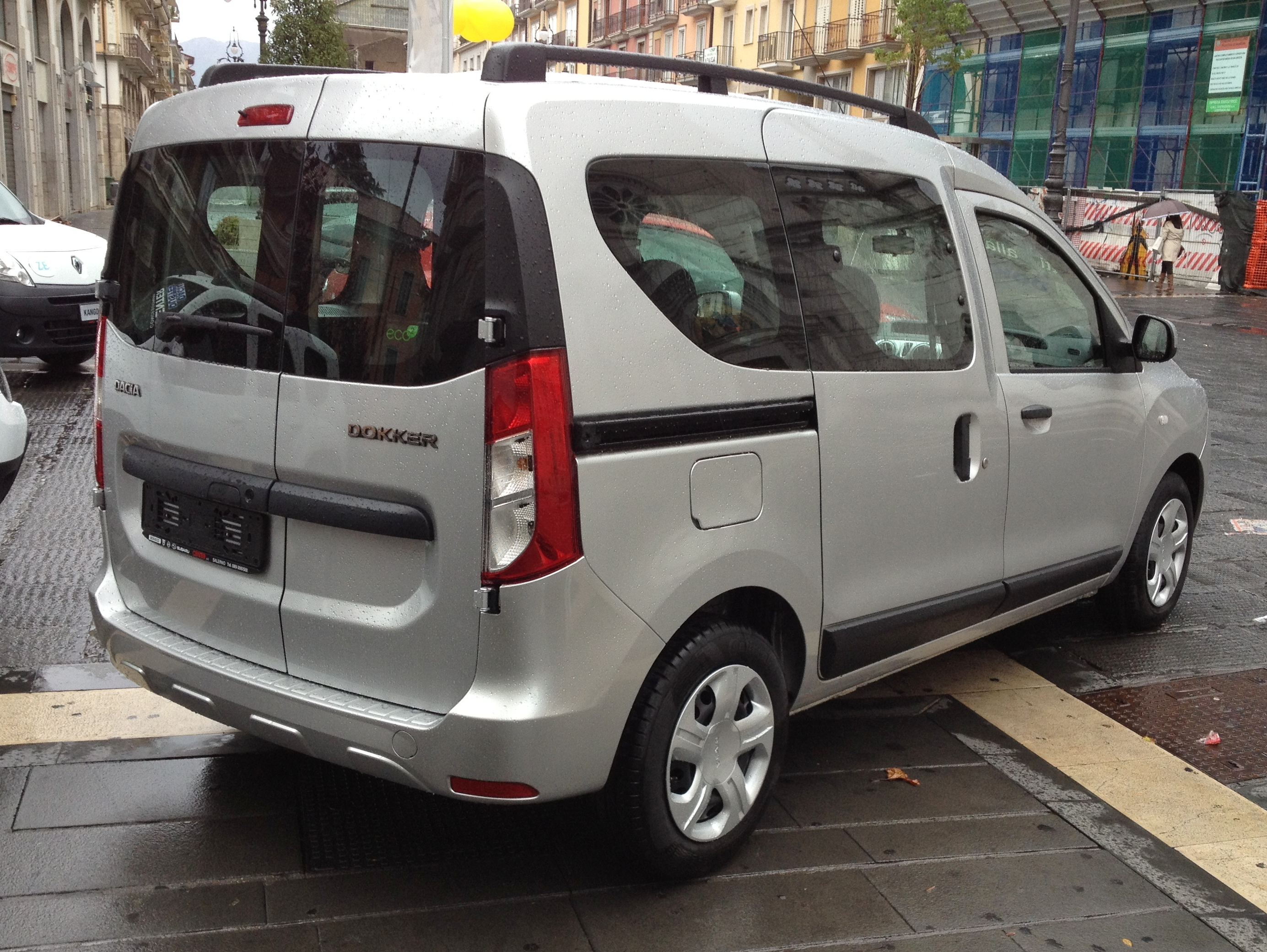
Dacia Dokker - tył

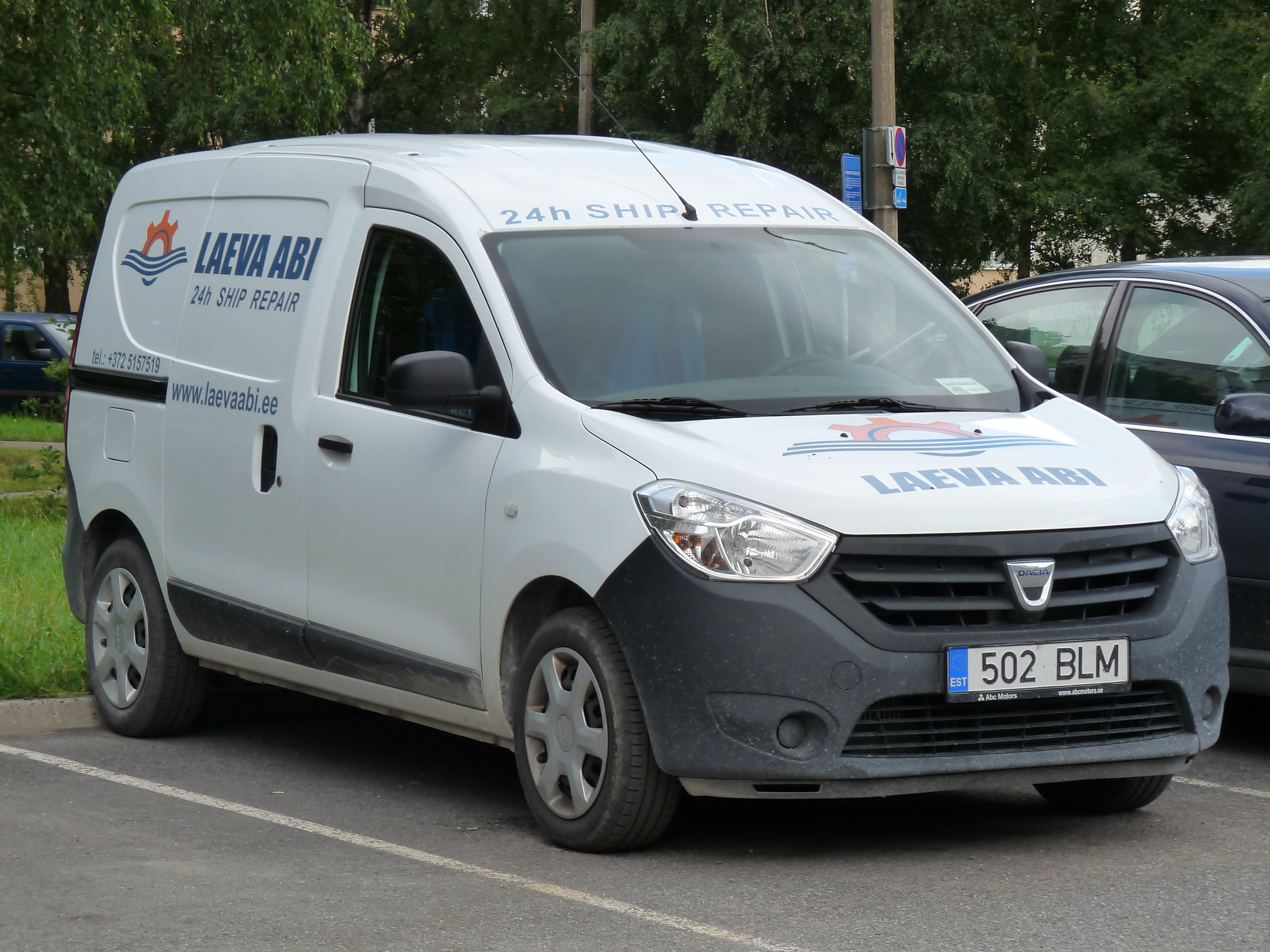
Dacia Dokker Van

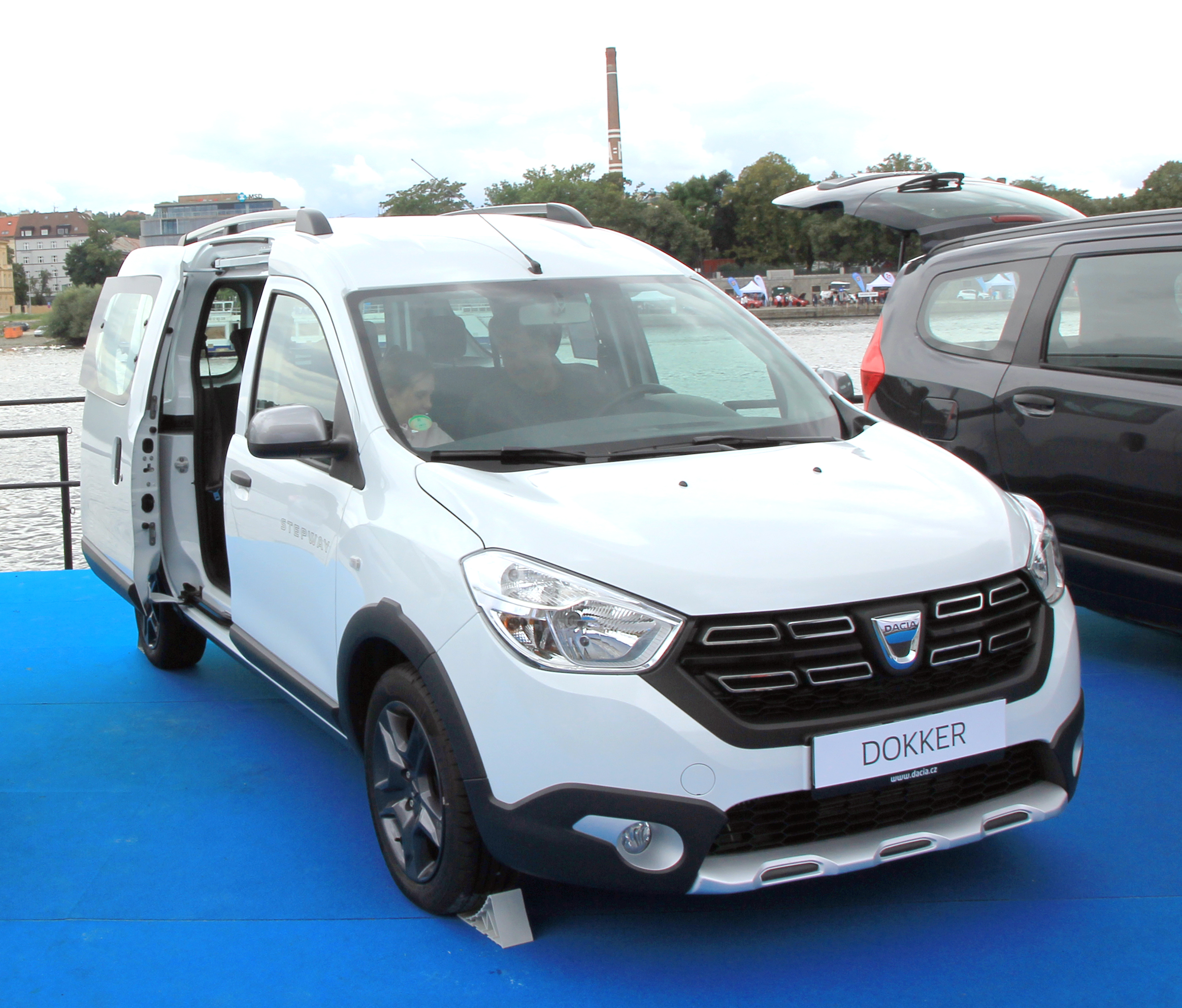
Dacia Dokker Stepway po liftingu

Model Dokker opracowany został w ramach ofensywy modelowej Dacii, która skutkowała modernizacją i rozbudową oferty rumuńskiego producenta w 2012 roku. Pojazd zaprezentowano oficjalnie w maju 2012 podczas wystawy samochodowej w marokańskiej Casablance zarówno w odmianie osobowej, jak i dostawczej.
Samochód powstał na bazie debiutującego w międzyczasie minivana Lodgy, będąc z nim identycznym do przedniego rzędu siedzeń - taki sam został pas przedni, drzwi kierowcy i pasażera i deska rozdzielcza.
Jednocześnie, unikalną cechą Dokkera stała się wyżej poprowadzona linia dachu, dzielona asymetryczna tylna klapa przedziału transportowo-bagażowego, a także przesuwany drugi rząd drzwi. Podstawowy model ma je tylko po prawej, a za dopłatą - znajdują się one po obu stronach.
Dacia Dokker zajęła drugie miejsce w europejskim plebiscycie samochodowym pt. Van of the Year 2013.

### Dokker Stepway
We wrześniu 2014 roku Dacia zaprezentowała Dokkera w znanej z innych modeli odmianie Dokker Stepway, nawiązującej wizualnie do samochodów typu SUV i znaną dotychczas z miejskiego Sandero.
Samochód otrzymał obszerny zakres wizualnych modyfikacji, na czele z dużym napisem Stepway na obu parach przednich drzwi. Ponadto, pakiet różnic objął m.in. zmodyfikowane zderzaki i relingi dachowe ze srebrnymi elementami, a także plastikowe listwy ochronne, które umieszczono na zderzakach, nadkolach i progach. Pojazd trafił do oferty jest z benzynowym silnikiem TCe o mocy 115 KM lub wysokoprężnym DCi rozwijającym 90 KM.

### Lifting
W styczniu 2017 roku Dacia Dokker razem z pokrewnym modelem Lodgy przeszła drobną restylizację nadwozia, która przyniosła nowy wzór atrapy chłodnicy o wzorze chromowanych krat, przemodelowaną klapę bagażnika, nowe wzory alufelg, czteroramienne koło kierownicy oraz nową fakturę mateirałów wykończeniowych.

### Sprzedaż
Dokker został zbudowany z myślą o wszystkich rynkach, na których obecna jest Dacia, poczynając od Maroka i Afryki Północnej w lipcu 2012 roku, we wrześniu tego samego roku obejmując także Europę, Turcję i francuskie terytoria zamorskie. Z ceną 29 900 zł netto za podstawowy wariant dostawczy, Dacia Dokker w momencie debiutu rynkowego w 2012 roku była wówczas najtańszym samochodem dostawczym w Polsce.
W 2016 roku Dacia Dokker trafiła do sprzedaży także pod pokrewną koncernowo marką Renault jako Renault Dokker m.in. w Chile i na Bliskim Wschodzie, a w 2017 roku także w Rosji, na Ukrainie i innych krajach byłego Związku Radzieckiego.
Od 2018 roku Dacia Dokker sprzedawana i produkowana jest z kolei także Argentynie, gdzie przyjęła postać następcy pierwszej generacji Renault Kangoo, którą wytwarzano tam nieprzerwanie przez 20 lat. Samochód zyskał przemodelowany pas przedni, trafiając w 2019 roku na eksport także do innych państw Ameryki Łacińskiej jak Kolumbia czy Meksyk.

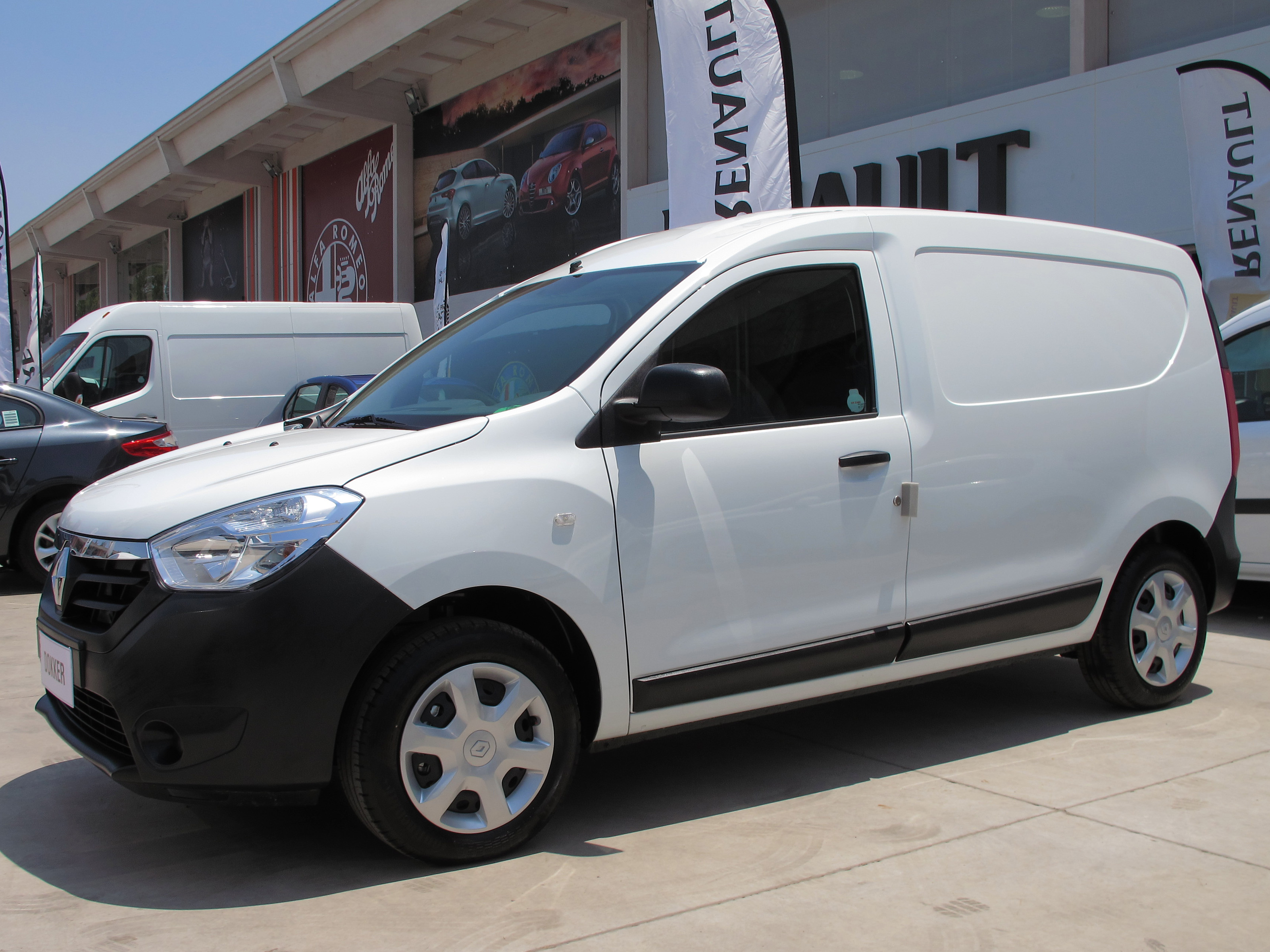
Renault Dokker w Chile

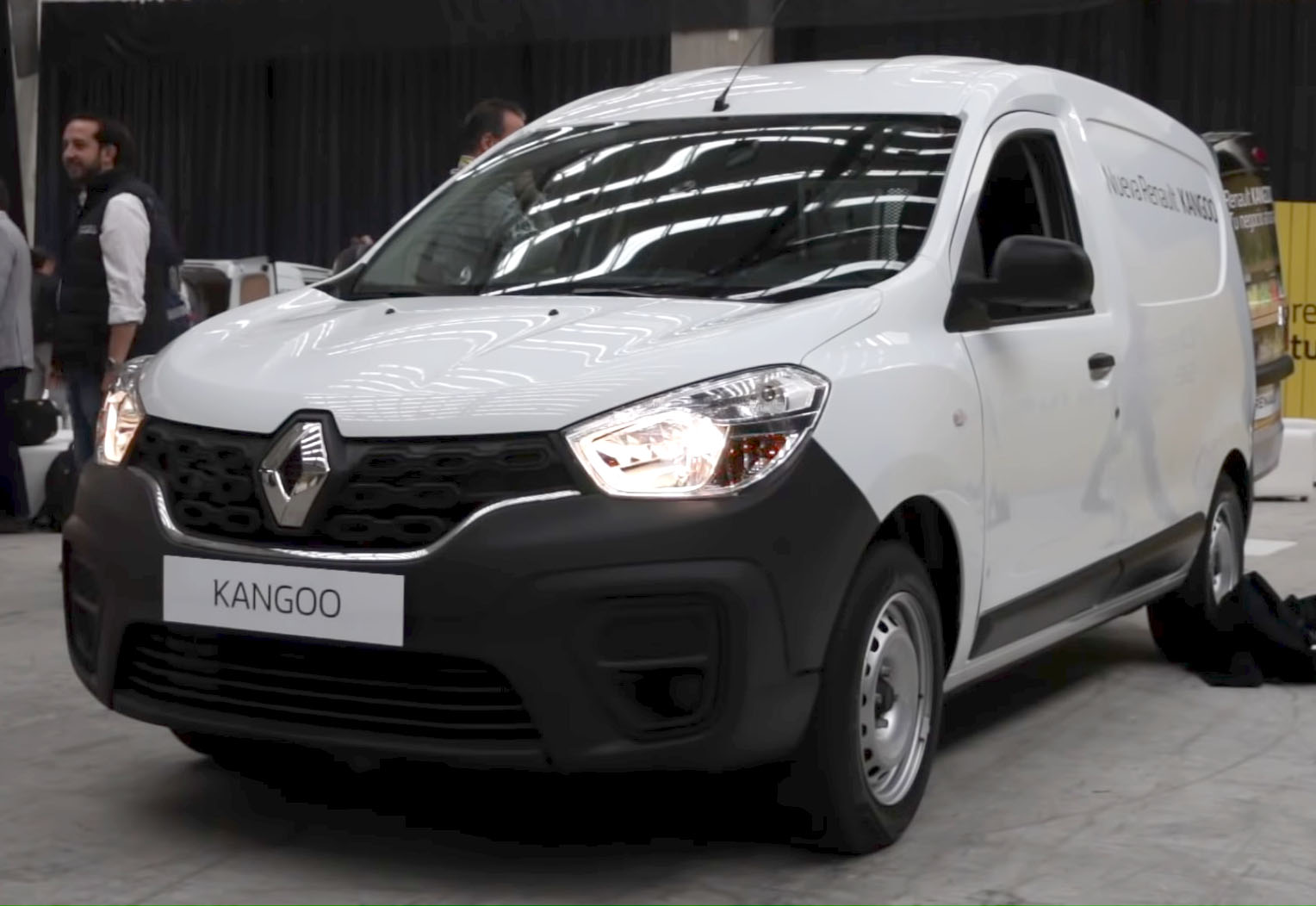
Renault Kangoo w Argentynie

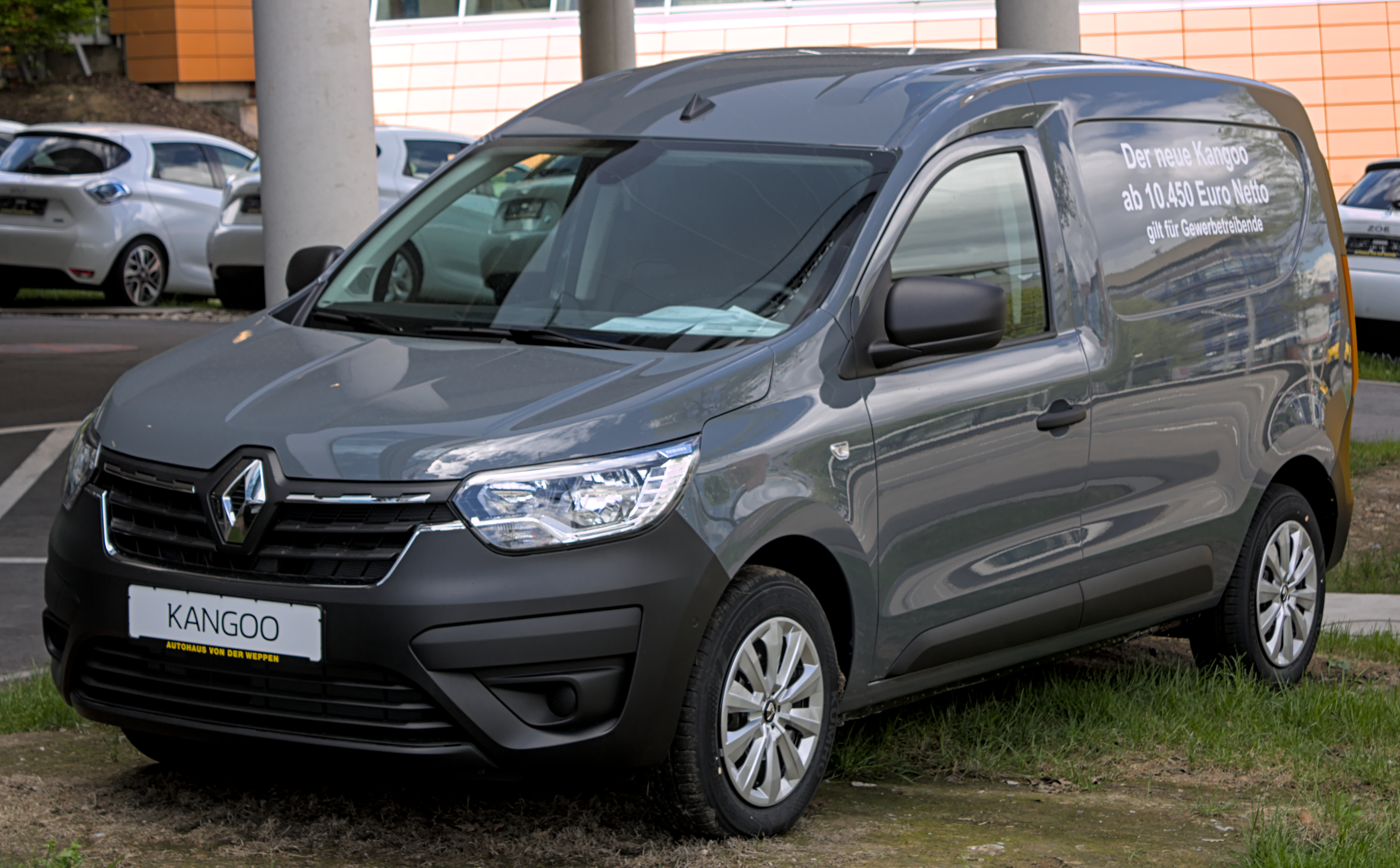
Renault Express - następca

### Koniec produkcji i następca
Po 8 latach rynkowej obecności, w listopadzie 2020 roku ogłoszono, że model Dokker zostanie wycofany z oferty Dacii i po gruntownej modernizacji zasili ofertę macierzystego Renault jako tańsza alternatywa dla debiutującej kolejnej generacji modelu Kangoo. Samochód trafił do produkcji i sprzedaży pod nazwą Renault Express wiosną 2021 roku - w Europie wyłącznie jako dostawczy furgon, a w Afryce Północnej, Turcji, Rosji i na Ukrainie także jako osobowy kombivan. Na rynkach europejskich funkcję, którą dotychczas pełnił osobowy wariant Dokkera, przejął nowy model Jogger zastępujący także Logana MCV i Lodgy.

### Wersje wyposażeniowe

#### Kombi
- Access
- Ambiance
- Laureate
- Stepway - wariant uterenowiony
- Embleme - edycja specjalna przeznaczona na rynek francuski wyposażona m.in. w 16-calowe felgi, relingi dachowe, przyciemnione szyby oraz błyszczącą konsolę centralną z dużą nawigacją satelitarną oraz tempomat. Opcjonalnie wyposażyć można pojazd w m.in. czujniki parkowania[20]
- Celebration - jubileuszowa edycja specjalna, wyposażenie na poziomie Embleme, dostępna m.in. w specjalnym ciemnoniebieskim kolorze ze specjalną tapicerką, skórzaną kierownicą i drążkiem skrzyni biegów

Samochód wyposażyć można było m.in. w klimatyzację, system multimedialny z 7-calowym dotykowym wyświetlaczem z nawigacją GPS, system Plug&Radio, ABS, system elektronicznej korekty toru jazdy (ESC), trzypunktowe pasy bezpieczeństwa, regulowane zagłówki, poduszkę powietrzną pasażera, boczne poduszki powietrzne przednie, system Isofix, system informujący o niezapięciu przez pasażerów pasów (SBR), system wspomagania parkowania tyłem, podgrzewane przednie fotele, ESP, alufelgi.

#### Van
- Base
- Comfort

Wersję van wyposażyć można było w system wspomagania parkowania tyłem, gniazdo odbioru mocy, okablowanie do zabudowy, klimatyzację oraz w pakiety: 
- praktyczny - fotel kierowcy z regulacją wysokości, kolumna kierownicy regulowana na wysokość, zamykany schowek w desce rozdzielczej
- przeszklenie tylne - drzwi tylne dwuskrzydłowe dzielone symetrycznie, wycieraczka tylnej szyby, szyba tylna ogrzewana, lusterko wewnętrzne regulowane z ustawieniami dzień-noc
- Look - światła przeciwmgłowe, zderzaki w kolorze nadwozia, lusterka zewnętrzne w kolorze nadwozia
- elektryczny - lusterka regulowane elektrycznie, szyby przednie podnoszone elektrycznie, centralny zamek z pilotem
- komfortowy - Dacia Easy Seat (składany i wyjmowany fotel pasażera), przesuwana ściana działowa

### Dane techniczne
| Wersja                | Silnik:                   | Średnica × skok tłoka: | Moc maksymalna:                    | Maks. moment obrotowy      | 0-100 km/h:        | V-max:             |
| Silniki benzynowe:    | Silniki benzynowe:        | Silniki benzynowe:     | Silniki benzynowe:                 | Silniki benzynowe:         | Silniki benzynowe: | Silniki benzynowe: |
| --------------------- | ------------------------- | ---------------------- | ---------------------------------- | -------------------------- | ------------------ | ------------------ |
| 1.2 TCe               | R4 1,2 l (1198 cm³), DOHC | b/d                    | 115 KM (86 kW) przy 4500 obr./min  | 190 N•m przy 2000 obr./min | 10,6 s             | 179 km/h           |
| 1.3 TCe 100 FAP       | R4 1,3 l (1333 cm³), DOHC | b/d                    | 102 KM (75 kW) przy 4500 obr./min  | 200 N•m przy 1500 obr./min | 11,4 s             | 173 km/h           |
| 1.3 TCe 130 FAP       | R4 1,3 l (1333 cm³), DOHC | b/d                    | 130 KM (96 kW) przy 5000 obr./min  | 220 N•m przy 1750 obr./min | 9,2 s              | 189 km/h           |
| 1.6 MPI*              | R4 1,6 l (1598 cm³), SOHC | 79,5 mm x 80,5 mm      | 82 KM (60,5 kW) przy 5000 obr./min | 134 N•m przy 2800 obr./min | 14,3 s             | 159 km/h           |
| 1.6 SCe 100           | R4 1,6 l (1598 cm³), SOHC | 79,5 mm x 80,5 mm      | 102 KM (75 kW) przy 5500 obr./min  | 150 N•m przy 4000 obr./min | 12,7 s             | 170 km/h           |
| Silniki wysokoprężne: |                           |                        |                                    |                            |                    |                    |
| 1.5 dCi 75            | R4 1,5 l (1461 cm³), SOHC | 76 mm x 80,5 mm        | 75 KM (55 kW) przy 4000 obr./min   | 180 N•m przy 1750 obr./min | 15,9 s             | 150 km/h           |
| 1.5 Blue dCi 75       | R4 1,5 l (1461 cm³), SOHC | 76 mm x 80,5 mm        | 75 KM (55 kW) przy 3750 obr./min   | 200 N•m przy 1500 obr./min | 15,1 s             | 154 km/h           |
| 1.5 dCi 90            | R4 1,5 l (1461 cm³), SOHC | 76 mm x 80,5 mm        | 90 KM (66 kW) przy 3750 obr./min   | 200 N•m przy 1750 obr./min | 13,9 s             | 162 km/h           |
| 1.5 Blue dCi 95       | R4 1,5 l (1461 cm³), SOHC | 76 mm x 80,5 mm        | 95 KM (70 kW) przy 3750 obr./min   | 220 N•m przy 1750 obr./min | 12,5 s             | 168 km/h           |
| 1.5 dCi               | R4 1,5 l (1461 cm³), SOHC | 76 mm x 80,5 mm        | 115 KM                             | b/d                        | b/d                | b/d                |

* wersja 1.6 MPI dostępna także z instalacją gazową LPG.

### Inne wersje
- W 2012 roku francuskie przedsiębiorstwo Kolle stworzyła na bazie modelu Dokker wersję pickup z miniwywrotką. Zmodyfikowany pojazd ma ładowność ok. 750 kg. Aby poprawić bezpieczeństwo i stabilność tak obciążonego samochodu, inżynierowie wzmocnili konstrukcję pojazdu[24].
- Również w 2012 roku stworzono specjalistyczną odmianę Dokkera przeznaczoną dla potrzeb osób niepełnosprawnych nazwaną Dokker TPMR[25].